# Revenge of the Barracuda
Revenge of the Barracuda – czwarty studyjny album amerykańskiego rapera WC. Został wydany 8 marca, 2011 roku nakładem wytwórni Lench Mob, Big Swang i E1 Entertainment. Gościnnie występują Ice Cube, Daz Dillinger, Kurupt czy Juvenile.

## Lista utworów
| Nr | Tytuł                           | Producent              | Goście                                    | Czas |
| -- | ------------------------------- | ---------------------- | ----------------------------------------- | ---- |
| 1  | "Revenge of the Barracuda"      |                        |                                           | 2:39 |
| 2  | "You Know Me"                   | Hallway Productionz    | Ice Cube, Young Maylay                    | 3:55 |
| 3  | "Reality Show"                  |                        |                                           | 3:46 |
| 4  | "What's Good"                   | Jah Zilla              | Kokane                                    | 5:03 |
| 5  | "Walkin' in My Taylors"         |                        |                                           | 4:04 |
| 6  | "That's What I'm Talking About" | Hallway Productionz    |                                           | 4:04 |
| 7  | "Stickin' to the Script"        |                        | Daz Dillinger, Kurupt, Bad Lucc, Soopafly | 3:43 |
| 8  | "100% Legit"                    | Jah Zilla              |                                           | 3:46 |
| 9  | "D Boy"                         |                        |                                           | 4:39 |
| 10 | "Hustla"                        | Djay Cas, & Yung Fokus | Juvenile, Dion Primo (Hook)               | 4:53 |
| 11 | "The Spot"                      |                        | Young Maylay                              | 3:29 |
| 12 | "Dub C"                         |                        |                                           | 3:57 |
| 13 | "Dr. Mandingo"                  |                        |                                           | 4:13 |
| 14 | "Back to the Basics"            |                        | All City, Double Gunnz                    | 3:45 |